# Кораис, Адамантиос
Адама́нтиос Кораи́с (греч. Ἀδαμάντιος Κοραῆς или Адама́нс Кора́й, фр. Adamance Coray; 1748, Смирна — 1833, Париж) — греческий учёный-гуманист, эллинист-просветитель, писатель, оказавший значительное влияние на формирование современного литературного языка.

## Биографические сведения и значение деятельности
Родился в семье смирнского торговца шёлком, происходившего с Хиоса. Окончил Евангелическую школу Смирны.
Жил некоторое время в Амстердаме; затем, с 1782 по 1787 год, учился в медицинской школе Университета Монпелье во Франции.
Ему принято ставить в заслугу популяризацию греческого языка, очищенного от примесей, вошедших в этот язык за времена политического рабства Греции. 
Кораис издал многих древних классиков (Βιβλιοθήκη ελληνική, Страбона) с ценными филологическими введениями, писал и отдельные статьи по греческим языку и литературе, не чужд был и политической борьбы за свободу родины; его брошюра: «О современном положении образования в Греции» — горячая защита его отечества, которое Кораис считал законным наследником Древней Греции. Она была переведена на русский язык в 1815 году российским дипломатом греческого происхождения Александром Негри.
В год смерти Кораиса вышла его автобиография. 
В 1881 году в Афинах был напечатан I том сочинений Кораиса.